# NGC 3179
NGC 3179 is een lensvormig sterrenstelsel in het sterrenbeeld Grote Beer. Het hemelobject werd op 25 januari 1851 ontdekt door de Ierse astronoom William Parsons.

## Synoniemen
- UGC 5555
- MCG 7-21-36
- ZWG 211.37
- NPM1G +41.0230
- PGC 30078